# 2019年のボリウッド映画一覧
2019年のボリウッド映画一覧では、2019年に公開されたボリウッド映画について記載する。

## 興行収入ランキング
| #+ | 多言語映画のため、複数の言語版の興行収入が含まれていることを意味する。 |

| 順位 | 作品名                                              | 製作会社 | 配給会社                     | 興行収入            | 出典         |
| ---- | --------------------------------------------------- | --- | ---------------------------- | ------------------- | ------------ |
| 1    | WAR ウォー!!                                        | ヤシュ・ラージ・フィルムズ                                                                                            | ヤシュ・ラージ・フィルムズ   | 47億5500万ルピー    | [ 1 ] [ 2 ]  |
| 2    | サーホー                                            | - UVクリエーションズ - T-Series                                                                                       | T-Series                     | 43億3060万ルピー #+ | [ 3 ]        |
| 3    | Kabir Singh                                         | - T-Series - シネ1スタジオ                                                                                            | AAフィルムズ                 | 37億9020万ルピー    | [ 4 ] [ 2 ]  |
| 4    | URI/サージカル・ストライク                          | RSVPムービーズ | RSVPムービーズ               | 34億2060万ルピー    | [ 5 ] [ 2 ]  |
| 5    | Bharat                                              | - リール・ライフ・プロダクション - サルマーン・カーン・フィルムズ - T-Series                                          | AAフィルムズ                 | 32億5580万ルピー    | [ 6 ] [ 2 ]  |
| 6    | Good Newwz                                          | - ジー・スタジオ - ダルマ・プロダクション - ケープ・オブ・グッド・フィルムズ                                          | ジー・スタジオ               | 31億8570万ルピー    | [ 7 ] [ 2 ]  |
| 7    | ミッション・マンガル 崖っぷちチームの火星打上げ計画 | - ケープ・オブ・グッド・フィルムズ - ホープ・プロダクション - フォックス・スター・スタジオ                            | フォックス・スター・スタジオ | 29億590万ルピー     | [ 8 ] [ 2 ]  |
| 8    | ハウスフル4                                         | - ナディアドワーラー・グランドサン・エンターテインメント - フォックス・スター・スタジオ                               | フォックス・スター・スタジオ | 28億270万ルピー     | [ 9 ] [ 2 ]  |
| 9    | ガリーボーイ                                        | - エクセル・エンターテインメント - タイガー・ベイビー・フィルムズ                                                     | AAフィルムズ                 | 23億8160万ルピー    | [ 10 ] [ 2 ] |
| 10   | ダバング3                                           | - サルマン・カーン・フィルムズ - アルバーズ・カーン・プロダクション - サフラン・ブロードキャスト&メディア・リミテッド | サルマン・カーン・フィルムズ | 23億930万ルピー     | [ 11 ] [ 2 ] |

## 公開作品一覧
| #+ | 多言語映画 |

### 1月 - 3月
| 公開日 | 公開日 | 作品名                                | 監督                                                             | キャスト | 製作会社                                                                         | 出典                 |
| ------ | ------ | ------------------------------------- | ---------------------------------------------------------------- | --- | -------------------------------------------------------------------------------- | -------------------- |
| 1 月   | 4日    | Salt Bridge                           | アビジット・デオナート                                           | ラジーヴ・カンデルワル、チェルシー・プレストン・クレイフォード、ウーシャ・ジャーダヴ                                                                                           |                                                                                  | [ 12 ]               |
| 1 月   | 9日    | Cabaret                               | カウタヴ・ナラヤン・ニヨーギ                                     | リチャ・チャッダ、グルシャン・デーヴァイヤー、S・スリーサント | フィッシュアイ・ネットワーク、T-Series                                           | [ 13 ]               |
| 1 月   | 11日   | URI/サージカル・ストライク            | アディティヤ・ダール                                             | ヴィッキー・コウシャル、パレーシュ・ラーワル、ヤミー・ガウタム | RSVPムービーズ                                                                   | [ 14 ] [ 15 ]        |
| 1 月   | 11日   | Battalion 609                         | ブリジェシュ・バトゥクナート・トリパティ                         | ショーアイブ・イブラヒム、エレナ・カザン、フランツ・シェッティ | N・J・ラールワーニー・フィルムズ                                                 | [ 16 ] [ 17 ] [ 18 ] |
| 1 月   | 11日   | The Accidental Prime Minister         | ヴィジャイ・ラトナカル・グッテ                                   | アヌパム・カー、アクシャイ・カンナー、スザンヌ・バーナート、アーハナ・クムラ、アルジュン・マートゥル                                                                           | ボーラ・ブロス・プロダクション                                                   | [ 19 ] [ 20 ]        |
| 1 月   | 11日   | Evening Shadows                       | スリダール・ランガヤン                                           | モナ・アンビガオンカル、アナント・マハーデーヴァン | ソラリス・ピクチャーズ                                                           | [ 21 ] [ 22 ]        |
| 1 月   | 18日   | Why Cheat India                       | ソウミク・セン                                                   | イムラーン・ハーシュミー、シュレヤ・ダンワンサリー | T-Series、イムラーン・ハーシュミー・フィルムズ                                   | [ 23 ] [ 24 ]        |
| 1 月   | 18日   | SP Chauhan                            | マノージュ・K・ジャー                                            | ジミー・シェールギル、ユーヴィカ・チョーダリー、ヤシュパル・シャルマ | ナヴチェトナ・プロダクション、T-Series                                           | [ 25 ]               |
| 1 月   | 18日   | Fraud Saiyaan                         | ソウラブ・シュリーワースタワ                                     | アルシャード・ワールシー、サラ・ローレン、サウラブ・シュクラ | ティプス・インダストリーズ                                                       | [ 26 ] [ 27 ]        |
| 1 月   | 18日   | Soni                                  | アイヴァン・アイール                                             | ギーティカ・ヴィディヤー・オーリヤン、サローニ・バトラ | Netflix                                                                          | [ 28 ]               |
| 1 月   | 18日   | 72 Hours: Martyr Who Never Died       | アヴィナシュ・ディヤニ                                           | アヴィナシュ・ディヤニ、ムケーシュ・ティワーリー、ヴィレンドラ・サクセーナー、アルカ・アミン、シシル・シャルマ                                                                 | JSRプロダクション・ハウス                                                        | [ 29 ] [ 30 ]        |
| 1 月   | 18日   | Bombairiya                            | ピア・スカニヤ                                                   | ラーディカー・アープテー、シッダーント・カプール、アクシャイ・オベロイ、シルパー・シュクラ、アディル・フセイン、アミット・シアル、ラヴィ・キシャン                             | ビューティフル・ベイ・エンターテインメント・プレゼンテーション、Netflix          | [ 31 ] [ 32 ]        |
| 1 月   | 18日   | Rangeela Raja                         | シカンダル・バルティ                                             | ゴーヴィンダー、シャクティ・カプール、プレーム・チョープラー、ゴーヴィンド・ナームデーヴ                                                                                       | チトラディープ・インターナショナル                                               | [ 33 ] [ 34 ]        |
| 1 月   | 25日   | Thackeray                             | アビジット・パンセ                                               | ナワーズッディーン・シッディーキー、アムリタ・ラオ | ラウターズ・エンターテインメント、ヴァイアコム18モーション・ピクチャーズ         | [ 35 ] [ 36 ] [ 37 ] |
| 1 月   | 25日   | マニカルニカ ジャーンシーの女王       | ラーダ・クリシュナ・ジャガルラームディ、カンガナー・ラーナーウト | カンガナー・ラーナーウト、ジーシュ・セーングプタ、スレーシュ・オベロイ、アンキター・ローカンデー、ダニー・デンゾンパ、アトゥル・クルカルニー、モハンマド・ジーシャン・アユーブ | カイロス・コンテント・スタジオ、ジー・スタジオ                                   | [ 38 ] [ 39 ]        |
| 2 月   | 1日    | Ek Ladki Ko Dekha Toh Aisa Laga       | シェリー・チョープラー・ダール                                   | アニル・カプール、ソーナム・カプール、ジューヒー・チャーウラー、ラージクマール・ラーオ                                                                                         | ヴィノード・チョープラー・フィルムズ、フォックス・スター・スタジオ               | [ 40 ] [ 41 ]        |
| 2 月   | 8日    | The Fakir of Venice                   | アーナンド・スラプル                                             | ファルハーン・アクタル、アンヌー・カプール | オクトーバー・フィルムズ、パート・ピシュ・モーション・ピクチャーズ               | [ 42 ] [ 43 ]        |
| 2 月   | 8日    | Dosti Ke Side Effects                 | ハディ・アリ・アブラル                                           | サプナ・チョードリー、ヴィクラント・アーナンド、ニール・モトワーニー、ズベル・K・カーン、アンジュー・ジャーダヴ                                                                | シェア・ハピネス・フィルムズ                                                     | [ 44 ]               |
| 2 月   | 8日    | Amavas                                | ブーシャン・パテル                                               | サチーン・ジョーシー、ヴィヴァン・バテナ、ナルギス・ファクリ | ウィーピング・グレイヴ                                                           | [ 45 ] [ 46 ]        |
| 2 月   | 14日   | ガリーボーイ                          | ゾーヤー・アクタル                                               | ランヴィール・シン、アーリヤー・バット | エクセル・エンターテインメント、タイガー・ベイビー・フィルムズ                   | [ 47 ] [ 48 ]        |
| 2 月   | 15日   | Hum Chaar                             | アビシェーク・ディクシット                                       | プリート・カマニ、シムラン・シャルマ、アンシュマン・マルホートラ、トゥシャール・パーンデー                                                                                     | ラージシュリー・プロダクション                                                   | [ 49 ] [ 50 ]        |
| 2 月   | 22日   | Total Dhamaal                         | インドラ・クマール                                               | アジャイ・デーヴガン、マドゥリ・ディークシット、アルシャード・ワールシー、ジャーヴェード・ジャフリー、アニル・カプール、リテーシュ・デーシュムク、サンジャイ・ミシュラー       | フォックス・スター・スタジオ                                                     | [ 51 ] [ 52 ]        |
| 3 月   | 1日    | Goopi Gawaiya Bagha Bajaiya           | シルパ・ラーナーデ                                               | マニシュ・バワン、ラジーヴ・ラージ、シャイレンドラ・パーンデー | ペーパーボート・アニメーション・スタジオ、インド児童映画協会、カラディ・テイルズ | [ 53 ]               |
| 3 月   | 1日    | Luka Chuppi                           | ラクシュマン・ウテーカル                                         | カールティク・アーリヤン、クリティ・サノン、アパルシャクティ・クラーナー、パンカジ・トリパーティー、ヴィナイ・パータク                                                         | マドック・フィルムズ                                                             | [ 54 ] [ 55 ]        |
| 3 月   | 1日    | Sonchiriya                            | アビシェーク・チョーベー                                         | スシャント・シン・ラージプート、ブーミー・ペードネーカル、マノージュ・バージペーイー、ランヴィール・ショウリー、アーシュトーシュ・ラーナー                                     | RSVPムービーズ                                                                   | [ 56 ] [ 57 ]        |
| 3 月   | 8日    | Badla                                 | スジョイ・ゴーシュ                                               | アミターブ・バッチャン、タープシー・パンヌ | レッド・チリーズ・エンターテインメント、アズール・エンターテインメント           | [ 58 ]               |
| 3 月   | 8日    | The Sholay Girl                       | アディティヤ・サルポトダル                                       | ビディター・バーグ、チャンダン・ロイ・サンヤル | パープル・モーニング・ピクチャーズ、ジー5                                        | [ 59 ]               |
| 3 月   | 15日   | Hamid                                 | アイジャズ・カーン                                               | ターラ・アルシャード・レーシー、ラシカ・ドゥガル、ヴィカース・クマール、スミト・コウル                                                                                         | ヨールディー・フィルムズ                                                         | [ 60 ]               |
| 3 月   | 15日   | Photograph                            | リテーシュ・バトラ                                               | ナワーズッディーン・シッディーキー、サニヤー・マルホートラ、 | AAフィルムズ、アマゾン・スタジオ                                                 | [ 61 ]               |
| 3 月   | 15日   | Milan Talkies                         | ティグマーンシュ・ドゥーリア                                     | アリ・ファザル、シュラッダー・シュリーナート、リーチャ・シンハー、アーシュトーシュ・ラーナー、サンジャイ・ミシュラー、シカンダル・ケール                                       | フィルミー・キーダ・プロダクション                                               | [ 62 ]               |
| 3 月   | 15日   | Risknamaa                             | アールン・ナガル                                                 | サチン・カーリ、アールン・ナガル、シャハーズ・カーン、プラモード・ムート、ラヴィ・ヴェルマ                                                                                     | キルティ・モーション・ピクチャーズ、CSKプロダクション                            | [ 63 ]               |
| 3 月   | 15日   | Mere Pyare Prime Minister             | ラケーシュ・オームプラカーシュ・メーラ                           | アンジャリー・パティル、マカランド・デシュパンデ | ROMPピクチャーズ、ペン・インディア                                               | [ 64 ]               |
| 3 月   | 15日   | 22 Yards                              | ミタリ・ゴシャル                                                 | バルン・ソブティ、アマルティヤ・レイ、パンチ・ボーラ、ラジット・カプール、ラジェシュ・シャルマ                                                                                 | MSプロダクション                                                                 | [ 65 ]               |
| 3 月   | 19日   | 377 Ab Normal                         | ファルーク・カビール                                             | シャシャンク・アローラー、モハメッド・ジーシャン・アイユーブ、ターンヴィー・アーズミー、マーンヴィ・ガグロー                                                                   | スパイダーズ・ウェブ・プロダクション、ジー5                                      | [ 66 ]               |
| 3 月   | 21日   | KESARI/ケサリ 21人の勇者たち          | アヌラーグ・シン                                                 | アクシャイ・クマール、パリニーティ・チョープラー | ダルマ・プロダクション                                                           | [ 67 ] [ 68 ] [ 69 ] |
| 3 月   | 21日   | 燃えよスーリヤ!!                      | ヴァーサン・バーラー                                             | アビマニュ・ダサーニー、ラーディカー・マダン、グルシャン・デーヴァイヤー、マヘーシュ・マーンジュレーカル                                                                       | RSVPムービーズ                                                                   | [ 70 ]               |
| 3 月   | 29日   | Ram Ki Janmabhoomi                    | サンジョイ・ミシュラ                                             | ゴーヴィンド・ナームデーヴ、マノージュ・ジョーシー、ナズニーン・パトニ、ラージヴィール・シン                                                                                   | シネ・クラフト・プロダクション                                                   | [ 71 ]               |
| 3 月   | 29日   | Notebook                              | ニティン・カッカル                                               | ザヒール・イクバル、プラヌタン・バール | サルマン・カーン・フィルムズ、シネ1スタジオ                                      | [ 72 ]               |
| 3 月   | 29日   | ガネーシャ マスター・オブ・ジャングル | チャック・ラッセル                                               | ヴィドゥユト・ジャームワール、プージャー・サワント、アシャ・バット、アトゥル・クルカルニー                                                                                     | ジャングリー・ピクチャーズ                                                       | [ 73 ] [ 74 ]        |
| 3 月   | 29日   | Gone Kesh                             | カシム・カロー                                                   | シュウェタ・トリパティ、ジテンドラ・クマール、ヴィピン・シャルマ、ディーピカー・アミン、ブリジェンドラ・カーラー                                                               | エロス・インターナショナル                                                       | [ 75 ]               |

### 4月 - 6月
| 公開日 | 公開日 | 作品名                               | 監督                             | キャスト | 製作会社 | 出典                            |
| ------ | ------ | ------------------------------------ | -------------------------------- | --- | --- | ------------------------------- |
| 4 月   | 5日    | Romeo Akbar Walter                   | ロビー・グルワール               | ジョン・エイブラハム、モウニー・ロイ、ジャッキー・シュロフ、シカンダル・ケール、スチトラ・クリシュナムールティ | VAフィルム・カンパニー、キータ・プロダクション、ヴァイアコム18モーション・ピクチャーズ                                                                                                 | [ 76 ] [ 77 ]                   |
| 4 月   | 5日    | Jai Chhathi Maa                      | ムラリ・シンハー                 | ラヴィ・キシャン、ガーリーン・チョープラー、プリーティ・ジャンギヤーニー | シャイニング・スクリーンズ | [ 78 ]                          |
| 4 月   | 12日   | Albert Pinto Ko Gussa Kyun Aata Hai? | ショウミットロ・ラーナデー       | マナーヴ・カウル、ナンディタ・ダス、サウラブ・シュクラ、キショール・カダム | ショウミットロ・ラーナデー・プロダクション、テンペルツリー・モーション・ピクチャーズ、ノーガッツ・ノーグローリー・フィルムズ、パラシュラーム・プロダクション、ペーパーボート・スタジオ | [ 79 ]                          |
| 4 月   | 12日   | The Tashkent Files                   | ヴィヴェーク・アグニホトリ       | ミトゥン・チャクラボルティー、ナシールッディーン・シャー、シュウェタ・バース・プラサード、パンカジ・トリパーティー、ヴィジャイ・パターク、ヴィナイ・パターク、マンディラ・ベーディー、パラヴィ・ジョーシー、アンクル・ラシー、プラカーシュ・ベーラワディー | SPシネコープ | [ 80 ]                          |
| 4 月   | 17日   | Kalank                               | アビシェーク・ヴァルマン         | マドゥリ・ディークシット、ソーナークシー・シンハー、アーリヤー・バット、ヴァルン・ダワン、アディティヤ・ロイ・カプール、サンジャイ・ダット | ダルマ・プロダクション、フォックス・スター・スタジオ、ナディアワラ・グランドサン・エンターテインメント                                                                                 | [ 81 ] [ 82 ] [ 83 ] [ 84 ]     |
| 5 月   | 3日    | Blank                                | ベザード・カムバタ               | サニー・デーオール、カラン・カパディア、イシター・ダッタ | エシェロン・プロダクション | [ 85 ]                          |
| 5 月   | 3日    | Setters                              | アシュヴィニー・チョーダリー     | アーフターブ・シヴダーサーニー、シュレイヤス・タルペード、ソンナリ・セイガル、イシター・ダッタ、パワン・マルホートラ、ヴィジャイ・ラーズ、ジャミール・カーン、マヌー・リシ                                                                                 | ラヴリー・フィルムズ・プロダクション・ハウス、NHスタジオ | [ 86 ]                          |
| 5 月   | 10日   | Badnaam Gali                         | アシュウィン・シェッティ         | パトラレーカ・ポール、ディヴィエンドゥ・シャルマ | フィンカ・フィルムズ、ジー5 | [ 87 ]                          |
| 5 月   | 10日   | Chhota Bheem Kung Fu Dhamaka #+      | ラジーヴ・チラカ                 | パリグナ・パーンディヤー・シャー、ジュリー・テージワーニー、ピンキー・ラージプート、ラジェシュ・カヴァ | グリーン・ゴールド・アニメーションズ | [ 88 ]                          |
| 5 月   | 10日   | Student of the Year 2                | プニート・マルホートラ           | タイガー・シュロフ、タラ・スタリア、アナーニャ・パンデイ | ダルマ・プロダクション、フォックス・スター・スタジオ | [ 89 ] [ 90 ]                   |
| 5 月   | 17日   | De De Pyaar De                       | アキーヴ・アリ                   | アジャイ・デーヴガン、タッブー、ラクル・プリート・シン、ジャーヴェード・ジャフリー、ジミー・シェルギル | T-Series | [ 91 ] [ 92 ]                   |
| 5 月   | 24日   | India's Most Wanted                  | ラージ・クマール・グプタ         | アルジュン・カプール、スデーヴ・ナーイル、ラジェシュ・シャルマ、プラシャーント・アレクサンダー、シャンティラール・ムカルジー | フォックス・スター・スタジオ、ラープチク・フィルムズ | [ 93 ] [ 94 ]                   |
| 5 月   | 24日   | PM Narendra Modi                     | オムング・クマール               | ヴィヴェーク・オベロイ、ボーマン・イラニ、マノージュ・ジョーシー、バルカー・セーングプタ、アンジャーン・シュリーワースタウ、スレーシュ・オベロイ | レジェンド・グローバル・スタジオ、アーナンド・パンディット・モーション・ピクチャーズ、パノラマ・スタジオ                                                                               | [ 95 ]                          |
| 5 月   | 24日   | Yeh Hai India                        | ロム・ハルシュ                   | ガヴィ・チャハル、モハン・アガシェ、モハン・ジョーシー | DLBフィルムズ | [ 96 ]                          |
| 6 月   | 5日    | Bharat                               | アリー・アッバース・ザファル     | サルマーン・カーン、タッブー、カトリーナ・カイフ、スニール・グローヴァー、ディシャ・パタニ、アーシフ・シャイク | T-Series、リール・ライフ・プロダクション | [ 97 ] [ 98 ]                   |
| 6 月   | 14日   | Khamoshi                             | チャクリー・トレティ             | プラブ・デーヴァ、タマンナー・バティア、ブーミカー・チャーウラー | プージャー・エンターテインメント | [ 99 ]                          |
| 6 月   | 14日   | Kissebaaz                            | アンナント・ジャーイトパール     | パンカジ・トリパーティー、アヌプリヤー・ゴーエンカー、イヴリン・シャルマ | エクスペリアン・ムービーズ、PVRピクチャーズ | [ 100 ]                         |
| 6 月   | 21日   | Jaoon Kahan Bata Ae Dil              | アーディシュ・ケルスカル         | クシュブー・ウパディヤイ、ローヒト・コケイト | フマラ・ムービーズ、Netflix | [ 101 ]                         |
| 6 月   | 21日   | Kabir Singh                          | サンディープ・レッディ・ヴァンガ | シャーヒド・カプール、キアラ・アドヴァニ | T-Series、シネ1スタジオ | [ 102 ] [ 103 ] [ 104 ] [ 105 ] |
| 6 月   | 28日   | Article 15                           | アヌバウ・シンハー               | アーユシュマーン・クラーナー、イーシャ・タルワール、ナーサル、サヤーニ・グプタ、クムド・ミシュラ、モハメッド・ジーシャン・アイユーブ | ベナラス・メディアワークス、ジー・スタジオ | [ 106 ]                         |

### 7月 - 9月
| 公開日 | 公開日 | 作品名                                              | 監督                               | キャスト | 製作会社 | 出典                    |
| ------ | ------ | --------------------------------------------------- | ---------------------------------- | --- | --- | ----------------------- |
| 7 月   | 5日    | Malaal                                              | マンゲーシュ・ハダワール           | ミーザーン・ジャフリー、シャルミン・セーガル | バンサーリー・プロダクション、T-Series                                                                                            | [ 107 ]                 |
| 7 月   | 5日    | One Day: Justice Delivered                          | アショーク・ナンダ                 | アヌパム・カー、エシャ・グプタ、クムド・ミシュラ | シネマ・フライデー・インターナショナル・プロダクション                                                                            | [ 108 ]                 |
| 7 月   | 5日    | Hume Tumse Pyaar Kitna                              | ラリット・モハン                   | カランヴィル・ボーラ、プリヤー・バナルジー、サミール・コッチャル                                                                                                 | ベルヴィー・プロダクション | [ 109 ]                 |
| 7 月   | 5日    | Marudhar Express                                    | ヴィシャール・ミシュラ             | クナール・ロイ・カプール、タラ・アリーシャ・ベリー、ラジェシュ・シャルマ                                                                                         | レイウィングス・エンターテインメント、アタルヴァ・モーション・ピクチャーズ                                                        | [ 110 ]                 |
| 7 月   | 12日   | スーパー30 アーナンド先生の教室                     | ヴィカース・バール                 | リティク・ローシャン、ムルナール・タークル、アミット・サダー、パンカジ・トリパーティー                                                                           | ファントム・フィルムズ、ナディアドワーラー・グランドサン・エンターテインメント、リライアンス・エンターテインメント、HRXフィルムズ | [ 111 ]                 |
| 7 月   | 19日   | Family of Thakurganj                                | マノージュ・K・ジャー              | ジミー・シェルギル、マーヒー・ギル、サウラブ・シュクラ、スディール・パーンデー、スプリヤー・ピルガオンカル                                                       | ラヴリー・ワールド・エンターテインメント                                                                                          | [ 112 ]                 |
| 7 月   | 19日   | Jhootha Kahin Ka                                    | スミープ・カング                   | リシ・カプール、オムカル・カプール、サニー・シン、ジミー・シェールギル、リレット・ドゥベー、マノージュ・ジョーシー                                               | ソーハム・ロックスター・エンターテインメント                                                                                      | [ 113 ]                 |
| 7 月   | 26日   | Judgementall Hai Kya                                | プラカーシュ・コヴェラムディ       | カンガナー・ラーナーウト、ラージクマール・ラーオ、ジミー・シェールギル、アミラ・ダスツール、アムリター・プリー                                                   | バラージ・モーション・ピクチャーズ                                                                                                | [ 114 ] [ 115 ] [ 116 ] |
| 7 月   | 26日   | Arjun Patiala                                       | ローヒト・ジュグラージ・チャウハン | ディルジット・ドサンジ、クリティ・サノン、ヴァルン・シャルマ、ロニット・ロイ                                                                                     | マドック・フィルムズ、T-Series | [ 117 ] [ 118 ]         |
| 8 月   | 2日    | Khandaani Shafakhana                                | シルピ・ダースグプタ               | ソーナークシー・シンハー、ヴァルン・シャルマ、アンヌー・カプール、バードシャー                                                                                   | T-Series | [ 119 ]                 |
| 8 月   | 7日    | Barot House                                         | バグス・バールガヴァ               | アミット・サダー、マンジャリ・ファドニス | ディラージ・ワークス・オブ・アート、ファイジー・プロダクション、テンイヤーズ・ヤンガー・プロダクション、ジー5                     | [ 120 ]                 |
| 8 月   | 9日    | Jabariya Jodi                                       | プラシャーント・シン               | シッダールト・マルホートラ、パリニーティ・チョープラー | バラージ・モーション・ピクチャーズ、カルマ・メディア&エンターテインメント                                                         | [ 121 ] [ 122 ]         |
| 8 月   | 9日    | Chicken Curry Law                                   | シェーカル・シリン                 | アーシュトーシュ・ラーナー、ニヴェーディター・バッタチャールヤ、マカランド・デシュパンデ                                                                         | パノラマ・スタジオ | [ 123 ]                 |
| 8 月   | 9日    | Pranaam                                             | サンジーヴ・ジャイスワル           | ラジーヴ・カンデルワル、アトゥル・クルカルニー、アビマニュ・シン、ヴィクラム・ゴーカレー                                                                         | ルドラクシュ・アドベンチャーズ、ウッドサイド・インフラストラクチャー、リール&モーニング・ピクチャーズ                             | [ 124 ] [ 125 ]         |
| 8 月   | 15日   | Batla House                                         | ニキル・アドヴァーニー             | ジョン・エイブラハム、ムルナール・タークル | エンメイ・エンターテインメント、T-Series                                                                                          | [ 126 ] [ 127 ] [ 128 ] |
| 8 月   | 15日   | ミッション・マンガル 崖っぷちチームの火星打上げ計画 | ジャガン・シャクティ               | アクシャイ・クマール、ヴィディヤー・バーラン、シャルマン・ジョーシー、ソーナークシー・シンハー、タープシー・パンヌ、キールティ・クルハーリー、ニティヤー・メネン | フォックス・スター・スタジオ | [ 129 ] [ 130 ] [ 131 ] |
| 8 月   | 21日   | Posham Pa                                           | スマン・ムコパディヤイ             | マーヒー・ギル・サニヤー・グプタ、ラギニ・カンナー | ディラージ・ワークス・オブ・アート、ファイジー・プロダクション、テンイヤーズ・ヤンガー・プロダクション、ジー5                     | [ 132 ]                 |
| 8 月   | 30日   | サーホー #+                                         | スジート                           | プラバース、ニール・ニティン・ムケーシュ、シュラッダー・カプール、ジャッキー・シュロフ                                                                           | UVクリエーションズ、T-Series | [ 133 ]                 |
| 9 月   | 6日    | きっと、またあえる                                  | ニテーシュ・ティワーリー           | スシャント・シン・ラージプート、シュラッダー・カプール、ヴァルン・シャルマ、プラティーク・バッバル                                                               | ナディアドワーラー・グランドサン・エンターテインメント、フォックス・スター・スタジオ                                              | [ 134 ] [ 135 ] [ 136 ] |
| 9 月   | 13日   | Dream Girl                                          | ラージ・シャーンディルヤー         | アーユシュマーン・クラーナー、ヌスラト・バルーチャー | バラージ・モーション・ピクチャーズ                                                                                                | [ 137 ]                 |
| 9 月   | 13日   | Section 375                                         | アジャイ・バール                   | アクシャエ・カンナー、リチャ・チャッダ、ラーフル・バット、ミーナ・チョープラー                                                                                   | T-Series、パノラマ・スタジオ | [ 138 ]                 |
| 9 月   | 20日   | The Zoya Factor                                     | アビシェーク・シャルマ             | ソーナム・カプール、ドゥルカル・サルマーン、サンジャイ・カプール                                                                                                 | フォックス・スター・スタジオ、アドラブズ・フィルムズ                                                                              | [ 139 ] [ 140 ]         |
| 9 月   | 20日   | Pal Pal Dil Ke Paas                                 | サニー・デーオール                 | カラン・デーオール、サヘル・バンバ | ジー・スタジオ、サニー・サウンド                                                                                                  | [ 141 ]                 |
| 9 月   | 20日   | Prassthanam                                         | デーヴァ・カッタ                   | サンジャイ・ダット、マニーシャ・コイララ、ジャッキー・シュロフ、チャンキー・パーンデー、アリ・ファザル、アミラ・ダスツール、サティヤジート・ドゥベー             | NHスタジオ、サンジャイ・ダット・プロダクション                                                                                    | [ 142 ]                 |
| 9 月   | 22日   | Do Paise Ki Dhoop, Chaar Aane Ki Baarish            | ディープティ・ナヴァル             | マニーシャ・コイララ、ラジット・カプール、サナージ・ナヴァル | カイト・フィルムズ | [ 143 ]                 |
| 9 月   | 27日   | Main Zaroor Ayunga                                  | チャンドラカント・シン             | アルバーズ・カーン、アインドリタ・レイ、ヴィカース・ヴェルマ | アーシルワード・シネヴィジョン、アヒリヤ・プロダクション                                                                          | [ 144 ]                 |

### 10月 - 12月
| 公開日 | 公開日 | 作品名                 | 監督                                     | キャスト | 製作会社 | 出典            |
| ------ | ------ | ---------------------- | ---------------------------------------- | --- | --- | --------------- |
| 10 月  | 2日    | WAR ウォー!!           | シッダールト・アーナンド                 | リティク・ローシャン、タイガー・シュロフ、ヴァーニー・カプール | ヤシュ・ラージ・フィルムズ                                                                                                 | [ 145 ]         |
| 10 月  | 11日   | The Sky Is Pink        | ソナリ・ボース                           | プリヤンカー・チョープラー、ファルハーン・アクタル、ザイラー・ワシーム、ローヒト・スレーシュ・サラフ                                                                                               | パープル・ペブル・ピクチャーズ、RSVPムービーズ、ロイ・カプール・フィルムズ                                                 | [ 146 ]         |
| 10 月  | 18日   | Chappad Phaad Ke       | サミール・ヘマント・ジョーシー           | ヴィナイ・パターク、シッダールト・メーノーン | ヨードリー・フィルムズ、ホットスター                                                                                       | [ 147 ]         |
| 10 月  | 18日   | Ghost                  | ヴィクラム・バット                       | サナヤ・イラニ、シヴァム・バールガヴァ | プージャー・エンターテインメント                                                                                           | [ 148 ]         |
| 10 月  | 18日   | Laal Kaptaan           | ナヴディープ・シン                       | サイーフ・アリー・カーン、マナーヴ・ヴィジュ、ゾーヤー・フセイン、ディーパク・ドブリヤル、シモーン・シン                                                                                           | エロス・インターナショナル、カラー・イエロー・プロダクション                                                               | [ 149 ]         |
| 10 月  | 18日   | P Se Pyaar F Se Faraar | マノージュ・ティワーリー                 | ジミー・シェルギル、クムド・ミシュラ、バヴェーシュ・クマール | OKムービーズ、PVRピクチャーズ                                                                                              | [ 150 ]         |
| 10 月  | 18日   | アップスタート         | ウダイ・シン・パーワル                   | プリヤンシュ・ペインユリ、チャンドラチュール・ラーイ、シャダブ、カマル、シータル・タークル | バンドラ・ウェスト・ピクチャーズ、Netflix                                                                                  | [ 151 ]         |
| 10 月  | 18日   | Yaaram                 | オヴァイス・カーン                       | プラティーク・バッバル、シッダーント・カプール、イシタ・ラージ・シャルマ | ヤシャヴィ・フィルムズ | [ 152 ]         |
| 10 月  | 25日   | ハウスフル4            | ファルハード・サームジー                 | アクシャイ・クマール、リテーシュ・デーシュムク、ボビー・デーオール、クリティ・サノン、クリティ・カルバンダー、プージャー・ヘーグデー、チャンキー・パーンデー、ランジート、ラーナー・ダッグバーティ | ナディアドワーラー・グランドサン・エンターテインメント、フォックス・スター・スタジオ                                       | [ 153 ]         |
| 10 月  | 25日   | Kanpuriye              | アシシュ・アーリヤン                     | アパルシャクティ・クラーナー、ディヴィエンドゥ・シャルマ、ハルシュ・メイヤル、ヴィジャイ・ラーズ、ラージシュリー・デシュパンデ、ハルシタ・ガウル                                                   | ヨードリー・フィルムズ、ホットスター                                                                                       | [ 154 ]         |
| 10 月  | 25日   | Made in China          | ミキル・ムサーレー                       | ラージクマール・ラーオ、モウニー・ロイ、ボーマン・イラニ、ガジラージ・ラオ、スミート・ヴィヤース、アミラ・ダスツール、パレーシュ・ラーワル                                                         | マドック・フィルムズ、ジオ・スタジオ                                                                                       | [ 155 ]         |
| 10 月  | 25日   | Saand Ki Aankh         | トゥシャール・ヒーラーナンダーニー       | ブーミー・ペードネーカル、タープシー・パンヌ、プラカーシュ・ジャー、ヴィニート・クマール・シン | リライアンス・エンターテインメント                                                                                         | [ 156 ]         |
| 11 月  | 1日    | DRIVE/ドライヴ         | タルン・マンスカニ                       | スシャント・シン・ラージプート、ジャクリーン・フェルナンデス、ヴィクラムジート・ヴィルク、サプナ・パビ、ボーマン・イラニ、パンカジ・トリパーティー                                                 | ダルマ・プロダクション、Netflix                                                                                            | [ 157 ]         |
| 11 月  | 1日    | Ujda Chaman            | アビシェーク・パタック                   | サニー・シン、マーンヴィ・ガグロー、カリシュマ・シャルマ、アイシュワリヤー・サクジャ | パノラマ・スタジオ、PVRピクチャーズ                                                                                        | [ 158 ]         |
| 11 月  | 7日    | Bala                   | アマル・カウシク                         | アーユシュマーン・クラーナー、ブーミー・ペードネーカル、ヤミー・ガウタム、サウラブ・シュクラ、ジャーヴェード・ジャフリー、シーマ・パーワ                                                           | マドック・フィルムズ、ジオ・スタジオ                                                                                       | [ 159 ] [ 160 ] |
| 11 月  | 8日    | Bypass Road            | ナマン・ニティン・ムケーシュ             | ニール・ニティン・ムケーシュ、アダー・シャルマ、シャーマ・シカンダル、グル・パナグ、ラジット・カプール、スダンシュ・パーンデー                                                                     | ミラージュ・クリエーションズ、フィルム、NNMフィルムズ                                                                      | [ 161 ]         |
| 11 月  | 8日    | Moothon #+             | ギートゥ・モーハンダース                 | ニヴィン・ポーリー、サンジャナ・ディープー、シャシャンク・アローラー、ソビタ・ドゥリパラ、ディリーシュ・ポータン、ジム・サルブ、ローシャン・マシュー                                               | ミニ・スタジオ、ジャー・ピクチャーズ                                                                                       | [ 162 ]         |
| 11 月  | 8日    | Satellite Shankar      | イルファーン・カマル                     | スーラジ・パンチョリ、メグナー・アーカーシュ | T-Series、シネ1スタジオ | [ 163 ]         |
| 11 月  | 14日   | Jhalki                 | ブラフマーナンド・S・シーン              | ボーマン・イラニ、タニシュタ・チャテルジー、ディヴィヤー・ダッタ、サンジャイ・スーリー | メビウス・フィルムズ | [ 164 ]         |
| 11 月  | 15日   | House Arrest           | シャシャンカ・ゴーシュ、サミット・バース | アリ・ファザル、シュリヤ・ピルガオンカル、ジム・サルブ | インディア・ストーリーズ、Netflix                                                                                          | [ 165 ]         |
| 11 月  | 15日   | Keep Safe Distance     | ラーマ・メーラ                           | キラン・クマール、シャバーズ・カーン | ラーマ・ダンラージ・プロダクション                                                                                         | [ 166 ] [ 167 ] |
| 11 月  | 15日   | Marjaavaan             | ミルパ・ザーヴェーリー                   | リテーシュ・デーシュムク、シッダールト・マルホートラ、タラ・スタリア、ラクル・プリート・シン | T-Series、エンマイ・エンターテインメント                                                                                   | [ 168 ]         |
| 11 月  | 15日   | Motichoor Chaknachoor  | デバミトラ・ビスワル                     | ナワーズッディーン・シッディーキー、アティヤ・シェッティ | ウッドペッカー・ムービーズ・プロダクション、ヴァイアコム18モーション・ピクチャーズ                                         | [ 169 ]         |
| 11 月  | 22日   | Pagalpanti             | アニーズ・バーズミー                     | アニル・カプール、ジョン・エイブラハム、イリアナ・デクルーズ、アルシャード・ワールシー、プルキト・サムラート、クリティ・カルバンダー、ウルヴァシ・ラウテラ、サウラブ・シュクラ                     | T-Series、パノラマ・スタジオ                                                                                               | [ 170 ] [ 171 ] |
| 11 月  | 22日   | Ramprasad Ki Tehrvi    | シーマ・パーワ                           | ナシールッディーン・シャー、スプリヤー・パターク、コーンコナー・セーン・シャルマー、ヴィクラント・マシー                                                                                           | ドリシュヤム・フィルムズ、ジオ・スタジオ                                                                                   | [ 172 ]         |
| 11 月  | 29日   | Commando 3             | アディティヤ・ダット                     | ヴィドゥユト・ジャームワール、アダー・シャルマ、アンギラ・ダール、グルシャン・デーヴァイヤー | モーション・ピクチャーズ・キャピタル、リライアンス・エンターテインメント                                                   | [ 173 ] [ 174 ] |
| 11 月  | 29日   | Yeh Saali Aashiqui     | チェラグ・ルパレル                       | ヴァルダン・プーリー、シヴァレーカ・オベロイ | ペン・インディア、アムリーシュ・プーリー・フィルムズ                                                                       | [ 175 ]         |
| 12 月  | 4日    | Line of Descent #+     | ローヒト・カラン・バトラ                 | ブレンダン・フレイザー、アバイ・デーオール、ロニット・ロイ、ニーラジ・カビ、プレーム・チョープラー、アリ・ハジ                                                                                     | ブリルスタイン・エンターテインメント・パートナーズ、インヴィジブル・マン・ピクチャーズ、レヴェル・ストリート・ピクチャーズ | [ 176 ]         |
| 12 月  | 6日    | Panipat                | アシュトーシュ・ゴーワリケール           | サンジャイ・ダット、アルジュン・カプール、クリティ・サノン、モニシュ・バール | アシュトーシュ・ゴーワリケール・プロダクション                                                                             | [ 177 ] [ 178 ] |
| 12 月  | 6日    | Pati Patni Aur Woh     | ムダッサル・アジズ                       | カールティク・アールヤン、ブーミー・ペードネーカル、アナーニャ・パンデイ | T-Series、B・R・スタジオ                                                                                                   | [ 179 ]         |
| 12 月  | 13日   | Mardaani 2             | ゴーピ・パスラン                         | ラーニー・ムカルジー、ヴィクラム・シン・チャウハン、シュルティ・バプナ、ラジェシュ・シャルマ、スダンシュ・パーンデー                                                                               | ヤシュ・ラージ・フィルムズ                                                                                                 | [ 180 ]         |
| 12 月  | 13日   | The Body               | ジートゥ・ジョゼフ                       | イムラーン・ハーシュミー、リシ・カプール、ヴェーディカー・クマール、ソビタ・ドゥリパラ | ヴァイアコム18モーション・ピクチャーズ                                                                                     | [ 181 ]         |
| 12 月  | 20日   | ダバング3              | プラブ・デーヴァ                         | サルマン・カーン、ソーナークシー・シンハー、スディープ、サーイー・マーンジュレーカルアルバーズ・カーン                                                                                             | アルバーズ・カーン・プロダクション、サルマン・カーン・フィルムズ                                                           | [ 182 ]         |
| 12 月  | 25日   | Happi                  | バヴナ・タルワル                         | パンカジ・カプール、スプリヤー・パターク、リシター・バット | ヴィスタール・フィルムファンド、WSGピクチャーズ                                                                            | [ 183 ]         |
| 12 月  | 27日   | Good Newwz             | ラージ・メータ                           | アクシャイ・クマール、カリーナ・カプール、ディルジット・ドサンジ、キアラ・アドヴァニ | ダルマ・プロダクション、ケープ・オブ・グッド・フィルムズ                                                                   | [ 184 ]         |